# Пулозеро (озеро, Кольский полуостров)
Пулозеро (устар. Пул-озеро, кильд. саам. Полъя̄ввьр) — озеро в Мурманской области России. Находится на Кольском полуострове. Площадь поверхности — 8,62 км². Площадь водосборного бассейна — 498 км².

## Гидрография
В один из заливов озера впадает река Валма. Также в озеро впадают реки Ворона и Орловка. Через Пулозеро протекает река Кола.

## География
На озере стоит одноимённое село, которое административно входит в сельское поселение Пушной. При нём есть железнодорожная станция. Также на озере находится населённый пункт Тайбола и станция Тайбола. Октябрьская железная дорога, пересекая один из заливов Пулозера, в основном проходит по узкой перемычке между ним и Малым Пулозером (сообщается, что Малое Пулозеро впадает в Пулозеро). Трасса «Кола» подходит к озеру на 1-2 километра.